# Лолита (фильм, 1962)
«Лоли́та» (англ. Lolita) — чёрно-белый фильм Стэнли Кубрика 1962 года, снятый по одноимённому роману Владимира Набокова. Писатель выступил одним из сценаристов картины, хотя от его работы мало что вошло в фильм Кубрика.

## Сюжет
В прологе главный герой фильма Гумберт заходит в разгромленное поместье и задаёт вопросы о девочке по имени Лолита, однако её бывший друг Куильти не помнит её. После того как Гумберт убивает Куильти, действие фильма переносится на четыре года назад.
Профессор французской литературы Гумберт проводит лето в небольшом городе Рамсдейл штата Нью-Гэмпшир перед тем, как начать работу в колледже Бердсли в штате Огайо. В поисках съёмной квартиры Гумберт посещает дом Шарлотты Гейз, вдовы средних лет. Гумберт, которому не нравятся манеры поведения хозяйки, собирается отказаться от предложения. Однако в саду он видит её 14-летнюю (в фильме возраст Лолиты был изменён) дочь Лолиту, которая наслаждалась отдыхом, будучи полуобнажённой, одетой в купальник бикини, и сразу соглашается снимать комнату в доме. Гумберт посещает школьный вечер, где Шарлотта встречает Клэра Куильти, который ранее приезжал в их город и был в её доме.
После того как Шарлотта из ревности отправляет Лолиту в летний лагерь для девочек, Гумберт получает письмо, где Шарлотта признаётся ему в любви. Гумберт решает жениться на ней, чтобы иметь возможность видеть Лолиту. Однако после медового месяца Шарлотта обнаруживает дневник Гумберта, где тот пишет об отношении к ней и её дочери. Устроив скандал, Шарлотта выбегает на улицу и погибает под колёсами автомобиля.
Гумберт забирает Лолиту из лагеря, сказав, что её мать заболела. Они начинают автомобильное путешествие, ночуя в мотелях. В одном из отелей Гумберт встречает Клэра Куильти, которого принимает за полицейского. Куильти беседует с ним и задаёт неудобные для Гумберта вопросы. На следующее утро Гумберт и Лолита вступают в сексуальную связь. Через несколько дней Гумберт рассказывает ей о смерти матери, и Лолита просит не бросать её.
Оба переезжают в Бердсли, где Гумберт читает курс лекций. Ревнуя к школьникам, Гумберт стремится ограничить контакты Лолиты с ними. Он запрещает ей посещать репетиции школьного спектакля. На следующий день к нему приходит школьный психолог Земф, который убеждает Гумберта разрешить Лолите участвовать в репетициях. После спектакля, среди постановщиков которого был Куильти, Гумберт решает отправиться в новое путешествие, опасаясь, что Лолита будет встречаться с молодыми людьми.
В пути Гумберт замечает, что за ними несколько дней следует чей-то автомобиль. На бензозаправочной станции из окна туалета он видит, как Лолита разговаривает с водителем этого автомобиля. Вскоре Лолита из-за простуды попадает в больницу. В одну из ночей Гумберта будит телефонный звонок, неизвестный задаёт ему вопросы о его сексуальной жизни. Встревоженный Гумберт направляется в больницу, где узнаёт, что вечером Лолиту забрал человек, представившийся её дядей.
Спустя несколько лет Гумберт получает письмо от Лолиты, в котором она просит денег. Он встречается с Лолитой и её мужем Диком. Лолита, находящаяся на шестом месяце беременности, рассказала о своей связи с Клэром Куильти, в которого она была влюблена ещё до встречи с Гумбертом. Куильти случайно встретил Лолиту и Гумберта в мотеле, где он представился полицейским, и догадался об их отношениях. С этого момента он начал преследовать Гумберта, желая поиздеваться. Куильти был доктором Земфом (на репетициях у Лолиты были свидания с ним), он преследовал их по дороге, он забрал Лолиту из больницы и в ту же ночь позвонил Гумберту. Затем Куильти увёз Лолиту в Нью-Мексико и вскоре выгнал её из дома. Гумберт просит Лолиту бросить мужа и уехать с ним, но она отказывается.
Затем Гумберт отправляется на поиски Куильти, действие переходит к сцене, с которой начался фильм. В заключении фильма говорится, что Гумберт умер в тюрьме, ожидая суда за убийство.

## В ролях
| Актёр         | Роль                  |
| ------------- | --------------------- |
| Джеймс Мэйсон | Гумберт Гумберт       |
| Шелли Уинтерс | Шарлотта Гейз         |
| Сью Лайон     | Лолита (Долорес Гейз) |
| Питер Селлерс | Клэр Куильти          |
| Гэри Кокрелл  | Дик Шиллер            |
| Джерри Стовин | Джон Фарлоу           |
| Дайана Деккер | Джин Фарлоу           |
| Лоис Максвелл | сестра Мэри Лор       |
| Сес Линдер    | доктор Киджи          |
| Билл Грин     | Джордж Суайн          |

| Актёр             | Роль                  |
| ----------------- | --------------------- |
| Ширли Дуглас      | Миссис Старч          |
| Мэриэнн Стоун     | Вивиан Даркблум       |
| Мэрион Матье      | мисс Лебоун           |
| Джеймс Дайренфорт | Фредерик Билл-старший |
| Максин Холден     | Митч Фромкисс         |
| Джон Харрисон     | Том                   |
| Колин Мэйтлэнд    | Чарли                 |
| C. Денье Уоррен   | Поттс                 |
| Роланд Брэнд      | Билл Крест            |

## Производство
Кубрик и продюсер фильма Джеймс Харрис для роли Гумберта выбрали британского актёра Джеймса Мэйсона. Позднее Кубрик предложил роль Лоренсу Оливье, который после совета со своими агентами отказался от неё. Кубрик также рассматривал кандидатуру Питера Устинова, но в итоге выбор был остановлен на Мэйсоне.
Подбор актрисы на роль Лолиты осложнялся требованиями цензуры и возможной реакцией общественного мнения. Возраст героини фильма был увеличен до 14 лет. Первоначально режиссёр предлагал на её роль 17-летнюю Тьюсдей Уэлд, однако Набоков выразил несогласие с этой кандидатурой. Кубрик вёл поиски актрисы, просмотрев более 800 фотографий. Набоков был озабочен тем, что действие книги переносится в реальный мир, он считал персонаж Лолиты вымыслом. По представлениям писателя, её роль должен был играть не подросток, а человек с детской внешностью, но обладающий искушённостью взрослого (например, карлица). С этим предложением не согласился Кубрик.
Летом 1960 года в шоу Лоретты Янг Кубрик заметил 14-летнюю Сью Лайон, которая до этого в течение года работала на телевидении и снималась в рекламе. После встречи с Лайон Кубрик представил её фотографии Набокову, который одобрил выбор. С Лайон был заключен контракт на семь лет.
Фильм «Лолита» сразу же получил рейтинг «С» (condemned — запрещён) от Общества добродетельных католиков (ОДК). Организация «Католический легион» потребовала, чтобы в сцене, где подразумевается сексуальный контакт Гумберта и Лолиты, совращение было показано исключительно намёком, без диалога и не в постели. Режиссёр представил этот эпизод в виде фразы Лолиты об «игре», которой она научилась в лагере. Окончательная версия фильма не стала предметом судебных разбирательств благодаря тому, что подверглась серьёзной цензуре и последовавшим за этим изменениям ещё до выхода на экраны. Позже Кубрик размышлял о том, что бы он изменил в фильме: «Я бы усилил эротический компонент их отношений, как это сделал Набоков. Однако это единственная из основных областей, которую можно подвергнуть здоровой критике».
На рекламных постерах к фильму в числе прочих была и такая надпись: «Как они вообще смогли сделать фильм из „Лолиты“?», а рядом красовалась фотография Лолиты в солнечных очках в форме сердечек, лижущей леденец.

## Награды и номинации
| Премия                            | Категория                         | Номинант         | Результат |
| --------------------------------- | --------------------------------- | ---------------- | --------- |
| «Оскар»                           | Лучший адаптированный сценарий    | Владимир Набоков | Номинация |
| «Золотой глобус»                  | Лучший режиссёр                   | Стэнли Кубрик    | Номинация |
| «Золотой глобус»                  | Лучшая мужская роль — драма       | Джеймс Мэйсон    | Номинация |
| «Золотой глобус»                  | Лучшая женская роль — драма       | Шелли Уинтерс    | Номинация |
| «Золотой глобус»                  | Лучшая мужская роль второго плана | Питер Селлерс    | Номинация |
| «Золотой глобус»                  | Лучший дебют актрисы              | Сью Лайон        | Победа    |
| BAFTA                             | Лучший британский актёр           | Джеймс Мэйсон    | Номинация |
| Венецианский кинофестиваль        | Золотой лев                       | Стэнли Кубрик    | Номинация |
| Премия Гильдии режиссёров Америки | Лучший режиссёр                   | Стэнли Кубрик    | Номинация |

## Критика
Фильм получил смешанные отзывы критиков. Неожиданно Кубрика поддержал лидер французской новый волны Жан-Люк Годар, ранее отрицательно высказавшийся относительно достоинств фильма-ограбления «Убийство» (1956). Французский режиссёр приветствовал, что в экранизации романа Набокова было меньше «выпендрёжа», чем в предыдущих работах Кубрика. В этот раз американскому коллеге, по мнению Годара, удалось снять простой и доступный фильм с «чётким сценарием, показывающим, что такое Америка и секс по-американски». Режиссёр Кэмерон Кроу предположил, что на Набокова и Кубрика могла оказать влияние комедия Билли Уайлдера «Майор и малютка» (в том случае если они её видели), вышедшая на экраны в 1942 году. Этот нестандартный фильм допускает множество трактовок, в том числе его можно рассматривать и как «чёрную комедию о педофилии». Особенно показателен, по мнению Кроу, эпизод, где майор Филип Кирби (Рэй Милланд) читает сказку Сьюзен («Сю-сю») Эплгейт (Джинджер Роджерс), выдающую себя за двенадцатилетнюю девочку.
По словам Дэвида Линча: «Мне нравятся все картины Кубрика, но больше всего я люблю „Лолиту“. В ней удивительная атмосфера, удивительные персонажи. Великолепная игра актёров. В этом фильме Джеймс Мэйсон превзошёл сам себя» (Дэвид Линч. «Поймать большую рыбу»). И скорее всего, именно Сью Лайон в роли Лолиты послужила прообразом Лоры Палмер из «Твин Пикс»